# Palha Carga (Santa Catarina)
Palha Carga es una localidad caboverdiana del municipio de Santa Catarina.

## Geografía
La localidad está situada en la isla de Santiago.

## Organización territorial
La localidad abarca los lugares y barrios de:
- Boca Mato
- Cabana
- Casa Branca
- Chã Almada
- Chã de Mau Passo
- Chã Duarte
- Chã Gonçalves
- Chã Semedo
- Covada
- Covão Barro
- Cutelo Mascarenhas
- Cutelo Pau
- Cutelo Vaz
- Labora
- Lém Almeida
- Lém Cabral
- Lém Moreira
- Lém Vaz
- Ramuda
- Ribeira Riba
- Tamareira